# 拟栗鳞耳蕨
拟栗鳞耳蕨（学名：Polystichum pseudocastaneum）为鳞毛蕨科耳蕨属下的一个种。

## 扩展阅读
- 維基物種上的相關：拟栗鳞耳蕨